# Tintinnabuli
Tintinnabuli – nurt w muzyce współczesnej stworzony przez estońskiego kompozytora Arvo Pärta.
Nazwa tintinnabuli (łac. mały dzwonek) powstała przez podobieństwo sekwencji muzycznej do grających dzwonków lub gongów. W muzyce napisanej w tym stylu znajdziemy: spokój, kontemplację, harmonię, wewnętrzne wyciszenie, a także nawiązania do chorału gregoriańskiego i polifonii renesansowej. Utwory Arvo Pärta nie należą do nurtu zwanego minimalizmem, choć w warstwie estetycznej bliskie są założeniom koncepcji minimalistycznych.
Nurt nawiązuje  do hesychii (z gr. uciszenie), praktyk medytacyjno-ascetycznych mnichów ze Świętej Góry Athos. Teksty zamieszczone w kompozycjach, często nawiązują do religii rzymskokatolickiej.

## Powstanie
Na początku Arvo Pärt pisał w nurcie neoklasycystycznym. Eksperymentował z awangardą i agresywnymi dysonansami, które przynosiły mu uznanie na zachodzie (np. jest to Pierwsza i Druga symfonia). W 1964 r., znużony rygoryzmem uprawianego stylu, rozpoczął pracę nad kompozycjami kolażowymi, w których pojawia się struktura dwunastotonowa i aleatoryczna. Ocena jego kompozycji wahała się od skrajności do skrajności. Cenzura w ówczesnej, komunistycznej Estonii również warunkowała twórczość muzyczną. Kryzys nadszedł w 1968 roku.
Tak Pärt mówi o sobie w jednym z wywiadów: „Czułem, że znajduję się w martwym punkcie. Właściwie miałem dwa uczucia. Pierwsze, że nie mogłem przekazać tego, co chciałem tymi samymi środkami, którymi dysponowała współczesna muzyka.[...] Wtedy odkryłem, że elementarne prawdy ziemi i nieba, ludzkiej kultury, miały już te sposoby wypowiedzi których szukałem i okazały się o wiele łatwiejsze i czystsze, niż to, czego my używaliśmy”.
Minęło około osiem lat, które Estończyk poświęcił na studiowanie muzyki chorału gregoriańskiego i wczesnej polifonii z XIV-XVI w., dzieł takich mistrzów francuskich i flamandzkich jak Guillaume de Machaut, Johannes Ockeghem, Jacob Obrecht czy Josquin des Prés. Obok artystycznej, dokonywała się również reorientacja w jego życiu osobistym– będąc luteraninem zdecydował się na konwersję do cerkwi prawosławnej. W ciągu tych lat nie powstał prawie żaden utwór (jednym z nielicznych jest Trzecia symfonia).
Pierwszym utworem napisanym w nowym stylu "małych dzwoneczków" tak zwanym "tintinnabuli" jest miniatura fortepianowa Für Alina. Ascetyczna prostota oraz rygory, którym są podporządkowane nowe utwory, tworzą całkiem inny charakter, a także tonalność, która łączy cechy dawne i współczesne. Jego muzyka łączy i jest miejscem spotkania ludzi o różnych poglądach i z różnych kultur. W 2003 roku otrzymał tytuł "Człowieka Pogranicza".

## Wybrane kompozycje napisane w nurcie tintinnabuli
- Veni Creator (Creator Spiritus)
- My Heart's in the Highlands
- De Profundis
- Spiegel im Spiegel
- Silencio
- Sueño de Angel
- An den Wassern zu Babel
- Tabula rasa[1]
- Trivium
- Salve Regina
- Silouan's Song
- Fur Alina
- Symphony No. 4 'Los Angeles'
- Fratres
- Pasja według św. Jana (Passio Domini Nostri Jesu Christi Secundum Joannem, 1982)
- Kanon Pokajanen
- Mirror in the mirror
- Nunc dimittis